# Karty (baśń)
Karty, Figury z kart (duń. Herrebladene, ang. The Court Cards) – baśń literacka autorstwa Hansa Christiana Andersena, wydana po raz pierwszy w przekładzie na język angielski w styczniu 1869 roku.

## Publikacja
Andersenowska baśń literacka o Kartach została po raz pierwszy opublikowana w przekładzie na angielski na łamach czasopisma „The Riverside Magazine for Young People”, wydanego przez wydawnictwo Hurd & Houghton w Nowym Jorku, w styczniu 1869 roku. Personalia tłumacza nie są znane.
Pierwsze duńskie wydanie baśni ukazało się już po śmierci Andersena w antologii Książka na Boże Narodzenie. Opowiadania (duń. Julebogen. Fortællinger og Skildringer) w domu wydawniczym H. Hagerups Forlag w Kopenhadze w 1909 roku (str. 156–160). W rękopisie pisarz nadał jej tytuł „Konge, Dame og Knægt” i została opublikowana pod tym tytułem jako nowa, nieznana baśń w czasopiśmie „Berlingske Tidende” 20 grudnia 1925 roku.

## Polskie przekłady
Pierwszy przekład baśni na język polski opublikowała w 1956 roku Stefania Beylin w trzytomowym zbiorze Baśnie, wydanym w Warszawie przez Państwowy Instytut Wydawniczy. Współczesny przekład z języka duńskiego autorstwa Bogusławy Sochańskiej ukazał się w 2006 roku w trzytomowej antologii Baśnie i opowieści (tom III 1862–1873) wydanej w Poznaniu przez Media Rodzina.

## Fabuła
Streszczenia dokonano na podstawie wersji duńskiej oraz polskiego tłumaczenia B. Sochańskiej.
Wykonany z papieru zamek zajmuje prawie cały stół. Wygląda jak zbudowany z czerwonej cegły, z miedzianym dachem. Ma wieże i most zwodzony, jako wody w fosie użyto lustra. Zamek należy do chłopca, który ma na imię William. Dziecko podnosi i opuszcza most, a żołnierze z cyny maszerują przez niego. W zamkowej sali rycerskiej wiszą w ramach figury z kart: królowie, damy i walety.
Pewnego wieczoru William zagląda przez okno do sali i widzi, że karty poruszają się i kłaniają. Damy machają wachlarzem i tulipanem, a królowie pozdrawiają berłami. Chłopiec nieopatrznie uderza głową w zamek i karciani rycerze grożą mu halabardami. Dziecko rozumie ostrzeżenie i przyjaźnie kiwa głową. Prosi karty, by coś powiedziały, ale milczą.
W końcu walet kier wychodzi z ramy i rozmawia z chłopcem. Mówi, że służy królowi i królowej, a nie Williamowi. Prosi o zapalenie świeczki i zaczyna opowiadać historię. Opowiada o królu kier, który urodził się w złotej koronie i żył w dostatku. Potem w historii pojawia się król karo, którego wspomina walet karo. Żąda świecy i mówi o swoim królu i królowej. Następnie walet trefl sam wychodzi i mówi o trudnym życiu swojego króla. William zapala mu białą świecę, a walet trefl milknie na rozkaz swego władcy.
Potem pojawia się walet pik, kulawy i smutny, nazwany „czarnym Piotrem”. Walet pik opowiada o cierpieniu swojego króla i królowej, którzy noszą żałobę. Kiedy William zapala świece dla wszystkich, cały zamek staje w płomieniach. Karty w ogniu tańczą i odlatują na czerwonym koniu. Z zamku nic nie zostaje.